# デニス・ポポフ
デニス・アレクサンドロヴィチ・ポポフ（ロシア語: Дени́с Алекса́ндрович Попо́в、1979年2月4日 - ）は、ロシア・クラスノダール地方、ノヴォロシースク出身の元サッカー選手、サッカー指導者。現役時代のポジションはFW。

## 経歴

### 初期の経歴
1979年、ロシア・クラスノダール地方のノヴォロシースクにて生まれる。幼少の頃には水球が好きでサッカーと並行して習っていた。水球選手であるマルコチャ・アパナセンコに憧れを抱いたが、父親に水球とサッカー、両方で成功するのは不可能と論され、最終的にサッカーの道に進むことを決断した。

### クラブ
地元のクラブFCチェルノモレツ・ノヴォロシースクに入団。1996年5月4日、第10節のFCジェムチュジナ・ソチ戦でロシア・プレミアリーグデビューを果たした。その後、チェルノモレツではロシア・セカンドディビジョン(実質3部)に属していたリザーブチームでプレーをした。1997年、アマチュア・フットボールリーグZone 2のクバン スラビャンスク-ナ-クバーニに移籍をし、16得点を挙げ得点王を獲得。1998年にキャリアを始めたFCチェルノモレツ・ノヴォロシースクに移籍を果たす。2000年シーズンにはチームの中心選手として19試合に出場し8得点を挙げ、モスクワに本拠地を置くPFC CSKAモスクワへ移籍をした。在籍期間中にはリーグ戦とロシア・カップ、2つのタイトルを獲得した。しかし新監督に迎えられたアルトゥール・ジョルジェのコンセプトに適合できなかった事から、2004年にFCクバン・クラスノダールへ移籍をしたが、クバンではプレーに精彩を欠き3つのクラブにレンタル移籍をした。2008年、ロシア・ファーストディビジョン所属のFCチェルノモレツ・ノヴォロシースクに移籍をし、シーズン中盤にFCトルペド・モスクワへ移籍をした。チェルノモレツでは15得点、トルペドでは9得点の計24得点を挙げ、ファーストディビジョン得点王に輝いた。

### 代表
2001年6月6日、2002 FIFAワールドカップ・ヨーロッパ予選のルクセンブルク戦に招集され、A代表デビューを飾る。2002年5月14日、2002 FIFAワールドカップに挑むロシア代表候補の27人に選出されたが、5月12日に行われたロシア・カップ決勝のFCゼニト・サンクトペテルブルク戦の後半に負傷交代。検査の結果、半月板を損傷したことが判明し、5月16日に手術をした事から最終選考から外れワールドカップ出場は叶わなかった。

## 所属クラブ
- FCチェルノモレツ・ノヴォロシースク 1996
- クバン スラビャンスク-ナ-クバーニ 1997
- FCチェルノモレツ・ノヴォロシースク 1998-2000
- PFC CSKAモスクワ 2001-2004
- FCクバン・クラスノダール 2004-2007

→ FCチェルノモレツ・ノヴォロシースク 2006 （loan）
→ FCディナモ・ミンスク 2006 （loan）
→ PFCスパルタク・ナリチク 2007 （loan）
- FCチェルノモレツ・ノヴォロシースク 2008
- FCトルペド・モスクワ 2008-2009
- FCヒムキ 2009

## 指導歴
- FCドルージュバ・マイコープ 2016-2017
- FC SKAロストフ・ナ・ドヌ 2021
- FCウファ 2022

## タイトル

### クラブ
PFC CSKAモスクワ
- ロシア・プレミアリーグ: 1 (2003)
- ロシア・カップ: 2 (2001/02, 2004/05)

### 個人
- アマチュア・フットボールリーグ得点王(Zone 2)：1 (1997)
- ロシア・ファーストディビジョン得点王:1 (2008)
- ロシアリーグ・ベストプレイヤー33：No.3(2002)